# Nagyatádi Termál- és Gyógyfürdő
Nagyatádon a Széchényi tér parkjában található termál- és gyógyfürdő a gyógyulni vágyók ezreit csalogatja a parkok, szobrok és fürdők városába, ahol a kellemes, nyugodt kisvárosi környezet megfelelő légkört biztosít a kikapcsolódni és felépülni vágyóknak.
A város központjában működő fürdő 1906-ban nyitotta meg a kapuit a látogatók előtt. A 410 méteres mélységből feltörő gyógyvíz, fürdő- illetve ivókúrára egyaránt alkalmas. A város szívében található gyógyfürdő vize Magyarország egyik legjobb hatású minősített gyógyvizei közé tartozik. Főleg reumatikus panaszok enyhítésére, csonttörések utókezelésére, ízületi panaszok gyógyítására és nőgyógyászati betegségek kezelésére javasolják a fürdő használatát, de az ivókúrát gyomorbántalmakkal küszködőknek valamint mindennapos fogyasztásra is ajánlják.
2007-ben a fürdő elnyerte az Örökségünk – Somogyország Kincse címet.
A létesítmény a környezet védelméhez is hozzájárul: egy közeljövőbeli fejlesztés révén ugyanis az elfolyó termálvizének hőjével fogják fűteni a nagyatádi városházát, a helyi kulturális központot, a turisztikai központot, a Baross Irodaházat és magának a gyógyfürdőnek az épületeit is.

## Gyógykezelések
A gyógyfürdő területén belül gyógyászati kezelés is folyik. Víz alatti terápia, gyógytorna, hidro- és balneoterápia, elektroterápia, valamint száraz és víz alatti masszázst is alkalmaznak a gyógykezelések során. A masszázsok során különféle pakolásokat és borogatásokat is alkalmaznak, mint például antiflogisztikus pakolást, ami gyulladáscsökkentő hatású, ritex pakolást, továbbá kén és iszappakolást egyaránt. A 2006-ban teljesen felújított gyógyfürdő szakorvosi beutalóval Magyarország egész területéről az év minden napján várja a gyógyulni és fürdőzni vágyókat.
A fürdő területén 2 kültéri és 4 zárt térben található medence áll a vendégek részére. A fedett térben 32, 38 és 40 °C-os gyógymedencék és külön helységekben kádfürdők találhatók. A szabad téri medencék 28 illetve 32 °C-osak.

## A gyógyvíz összetétele
Nátrium-hidrogénkarbonátos ásványvíz 
| Kálium            | 3,1 mg/liter    |
| Nátrium           | 320,0 mg/liter  |
| Ammónium          | 4,6 mg/liter    |
| Kalcium           | 10,7 mg/liter   |
| Magnézium         | +5,6 mg/liter   |
| Vas               | 0,1 mg/liter    |
| Klorid            | 5,0 mg/liter    |
| Bromid            | 0,08 mg/liter   |
| Fluorid           | 0,13 mg/liter   |
| Jodid             | 0,02 mg/liter   |
| Szulfát           | 5,0 mg/liter    |
| Hidrogén-karbonát | 1000,0 mg/liter |
| Össz. foszfát     | 0,24 mg/liter   |
| Metabórsav        | 0,9 mg/liter    |
| Metakovasav       | 34,0 mg/liter   |
| Összesen          | 1424,0 mg/liter |

A Termál-és Gyógyfürdőn kívül a nyár folyamán a Termál Strandfürdő is üzemel, amely 2000 fő befogadására alkalmas. A parkosított hathektáros területen létesített fürdőt nem csak a gyógyulni, hanem a sportolni és kikapcsolódni vágyó vendégek is szívesen látogatják.